# Halimah Nakaayi
Halimah Nakaayi (sinh ngày 16 tháng 10 năm 1994) là một vận động viên chạy cự ly trung bình. Cô đã tham dự Thế vận hội Mùa hè 2016 ở Rio de Janeiro, ở nội dung 800 mét nữ. Cô là người mang cờ cho Uganda trong lễ bế mạc. Thành công lớn nhất của cô là huy chương vàng tại Đại hội Thể thao Trẻ Khối thịnh vượng chung 2011.

## Giải đấu quốc tế
| Năm                 | Giải đấu                  | Địa điểm                | Thứ hạng            | Nội dung            | Chú thích           |                     |
| Representing Uganda | Representing Uganda       | Representing Uganda     | Representing Uganda | Representing Uganda | Representing Uganda | Representing Uganda |
| ------------------- | ------------------------- | ----------------------- | ------------------- | ------------------- | ------------------- | ------------------- |
| 2011                | World Youth Championships | Lille, France           | 26th (h)            | 800 m               | 2:13.59             |                     |
| 2011                | Commonwealth Youth Games  | Douglas, Isle of Man    | 1st                 | 400 m               | 57.16               |                     |
| 2012                | World Junior Championship | Barcelona, Spain        | 14th (h)            | 800 m               | 2:06.381            |                     |
| 2014                | Commonwealth Games        | Glasgow, United Kingdom | 39th (h)            | 400 m               | 57.51               |                     |
| 2015                | Universiade               | Gwangju, South Korea    | 21st (sf)           | 400 m               | 57.13               |                     |
| 2015                | Universiade               | Gwangju, South Korea    | 5th                 | 4 × 400 m relay     | 3:45.40             |                     |
| 2016                | African Championship      | Durban, South Africa    | 10th (h)            | 800 m               | 2:04.97             |                     |
| 2016                | Olympic Games             | Rio de Janeiro, Brazil  | 17th (sf)           | 800 m               | 2:00.63             |                     |
| 2017                | Islamic Solidarity Games  | Baku, Azerbaijan        | 10th (h)            | 400 m               | 55.77               |                     |
| 2017                | Islamic Solidarity Games  | Baku, Azerbaijan        | 2nd                 | 800 m               | 2:01.60             |                     |
| 2017                | World Championships       | London, United Kingdom  | 19th (sf)           | 800 m               | 2:01.74             |                     |
| 2018                | Commonwealth Games        | Gold Coast, Australia   | 15th (h)            | 800 m               | 2:01.69             |                     |
| 2018                | Commonwealth Games        | Gold Coast, Australia   | 8th                 | 4 × 400 m relay     | 3:35.03             |                     |
| 2018                | African Championships     | Asaba, Nigeria          | 4th                 | 800 m               | 1:58.90             |                     |

1 bị loại trong trận chung kết